# 郭刚
郭刚（1950年—），男，河北人，中国山东快书表演艺术家，中国曲艺家协会原副主席、顾问。